# Un gato del FBI
Un Gato del FBI (en inglés That Darn Cat) es una película estadounidense de comedia y misterio de 1997 dirigida por Bob Spiers, escrita por Scott Alexander y Larry Karaszewski, y protagonizada por Christina Ricci y Doug E. Doug. Es un remake de la película de 1965 That Darn Cat!, la cual a su vez, se basó en el libro Undercover Cat de Gordon y Mildred Gordon.

## Argumento
Un par de torpes secuestradores irrumpen en la casa del presidente con la intención de secuestrar a su esposa y retenerla a cambio de un rescate. Las cosas no van según lo planeado cuando, por error, secuestran a la empleada doméstica Lizzie.
Patti Randall es una adolescente aburrida y malhumorada que está harta de su tranquila y aburrida ciudad de Edgefield, Massachusetts, a solo 60 millas de Boston. Ella desea más aventura y emoción en su ciudad aburrida. Obtiene su deseo cuando su gato mascota DC entra en el escondite de los secuestradores durante uno de sus paseos nocturnos. Lizzie le da al gato un reloj pulsera con la palabra “Hell” garabateada en él. En realidad tenía la intención de escribir "Help" (ayuda), pero el teléfono de los secuestradores suena y ella se apuró en terminar y ponerlo rápidamente en el cuello de DC para evitar que lo atrapen.
Patti ve el reloj a la mañana siguiente e inmediatamente saca la conclusión de que el reloj era de Lizzie y en realidad quería decir “Ayuda”. Nadie le cree, lo que hace que ella altere la evidencia al convertir la última letra L del reloj en una P. Ella va a Boston y defiende su caso ante el agente Zeke Kelso en el FBI y él le cree.
El capitán de Zeke permite que él y su agente sigan a DC durante su siguiente paseo con la esperanza de ser guiados hasta los secuestradores y rescatar a Lizzie. La operación no llega a ninguna parte, lo que hace que Zeke sea apartado del caso. Zeke y Patti continúan investigando de todos modos, lo que no lleva a nada más que a callejones sin salida y, finalmente, terminan arrestando a Zeke. La manipulación de las pruebas del reloj por parte de Patti se expone poco después.
Patti es castigada por sus padres por sus acciones. Está tan angustiada que decide huir y salir de la ciudad. Mientras espera en la estación de tren, conoce a alguien que se está yendo por las mismas razones que ella, y por medio de una conversación personal, eventualmente recapacita y decide no abordar el próximo tren que sale de la ciudad. Patti ve a DC cavando en el jardín de la ciudad en su camino de regreso desde la estación de tren. DC se echa a correr y Patti lo persigue. El gato finalmente la conduce hasta el escondite de los secuestradores, donde encuentran a Lizzie atada y amordazada con cinta adhesiva.
Patti llama a Zeke para avisarle que ella ha encontrado a Lizzie. Pero Zeke todavía está enojado con Patti, y no quiere escucharla. Esto hace que Patti y DC entren al escondite de los secuestradores. Patti intenta rescatar a Lizzie, pero falla en el proceso y queda atrapada junto con DC, mientras los secuestradores aparecen y la sorprenden.
Zeke decide volver a abrir el caso después de recibir una llamada de los padres de Patti quienes le preguntaron si la había visto desde que desapareció. Zeke investiga y sigue un rastro que lo lleva a los secuestradores. Entonces encuentra a Lizzie, Patti y DC amarrados y amordazados; Lizzie y Patti estaban atadas en unas sillas con la boca tapada, mientras que el gato DC estaba sentado en una caja de arena atrapado dentro de una bolsa de arpillera con un paño negro sobre sus ojos.
Zeke descubre las identidades de los secuestradores que son los aparentemente inofensivos Ma y Pa. La pareja de ancianos Ma y Pa secuestraron a Lizzie porque compartieron todo su dinero en efectivo en Montecarlo y la Riviera, además de que también estaban aburridos de sus calaveras. Zeke logra liberar a Patti y DC mientras que Ma y Pa escapan con Lizzie en su poder. Una persecución final se produce cuando Zeke, Patti y DC intentan atrapar a Ma y Pa y rescatar a Lizzie. Durante la persecución, Spike, el perro, se escapa después de que su cerca se rompe y corre a la exposición de gatos, lo que hace que todos los gatos se escapen. DC se une a ellos y recorre los tejados de cada edificio, DC y los gatos saltan y aterrizan en el auto de Ma y Pa, lo que hace que se estrellen.
Ma y Pa son arrestados, Lizzie se reúne con el presidente y su esposa, Patti y DC son nominados como héroes y Patti se reúne con sus padres. Después de que todo vuelve a la normalidad, Dusty y Rollo, los dos mecánicos de autos rivales, están trabajando juntos, también el policía Melvin y la mujer de la carnicería Lu terminan juntos. Patti ahora se ha convertido en la compañera de Zeke, DC se ha casado con la gata que vio en la ventana antes, y ambos tienen gatitos. Haciendo que Zeke estornude debido a su alergia y ambos caminaron hacia DC y su familia.

## Reparto
- Christina Ricci como Patti Randall
- Doug E. Doug como el Agente Zeke Kelso
- Dean Jones como Mr. Flint
- George Dzundza como el capitán del FBI Boetticher
- Peter Boyle como Pa
- Michael McKean como Peter Randall
- Bess Armstrong como Judy Randall
- Dyan Cannon como la señora Flint
- John Ratzenberger como Dusty: Un mecánico.
- Megan Cavanagh como Lu: La carnicera.
- Estelle Parsons como la vieja señora McCracken
- Rebecca Schull como Ma
- Tom Wilson como Melvin: El oficial patrullero.
- Brian Haley como Marvin: Oficial patrullero y compañero de Melvin.
- Mark Christopher Lawrence como Rollo: Un mecánico de autos que constantemente está provocando a su rival Dusty.
- Rebecca Koon como Lizzie: La empleada doméstica de los Flint.
- Wilbur Fitzgerald como la Científica

## Producción
La película se rodó en tres lugares principales: Edgefield, Carolina del Sur; Augusta, Georgia y Aiken, Carolina del Sur. Los creadores de animales crearon la versión animatrónica del gato. El largometraje se filmó con una cámara de 35 mm tanto para las imágenes fijas como en movimiento, en color y en blanco y negro. La relación de aspecto de la película era de video 1.85 / 1. Las secuencias de títulos fueron producidas por Pacific Titles & Optical.
Buena Vista Home Entertainment distribuyó el video en la mayoría de las regiones, mientras que Abril Vídeo cubrió Brasil.

## Recepción

### Taquilla
La película ganó $6,424,617 en su primer fin de semana y en total recaudó $18,301,610 a nivel nacional.

### Crítica
Un Gato del FBI recibió críticas generalmente negativas, actualmente tiene una calificación del 13% en Rotten Tomatoes entre los críticos. Stephen Holden, del New York Times, no se impresionó y remarcó que las escenas del inicio parecen mostrar que la película ha encontrado un tono sarcástico y suave armonizando con el estado de ánimo de sabelotodo que tenían los personajes de finales de la década de 1990, pero que desafortunadamente todo ese tono se vuelve exagerado dando lugar a un frenetismo desesperado y sin sentido que deja a la señorita Ricci “sumida en su enfado”.
Joe Leydon de Variety dijo: "No es una catástrofe, pero el remake actualizado de "That Darn cat" es un poco ruidoso y en gran parte sin encanto”. James Berardinelli de Reelviews fue un poco más indulgente, diciendo que “(la película) es un poco más peculiar que muchas películas de Disney, aunque ese rasgo no la hace apreciablemente más visible”.
En enero de 1998, se incluyó en el episodio "Worst Films of 1997" de Siskel y Ebert.

## Nominaciones
A pesar de la mala recepción de la película, Ricci ganó dos nominaciones en unas premiaciones; la primera fue en los Kids Choice Award por “Actriz de cine favorita” y la segunda fue en los Young Artist Award, categoría “Mejor joven actriz principal en un largometraje".